# Anzhela Balakhonova
Anjéla Balakhonova – en ukrainien : Анжела Балахонова, et en anglais : Anzhela Balakhonova, la forme la plus souvent utilisée – née le 18 décembre 1972, est une ancienne athlète ukrainienne, spécialiste du saut à la perche qui a remporté la médaille d'argent aux Championnats du monde en 1999.
Elle a également été championne d'Europe en 1998.

## Palmarès

### Jeux olympiques
- Jeux olympiques de 2000 à Sydney ( Australie)
  - 12e au saut à la perche (dernière de la finale, aucune barre franchie)
- Jeux olympiques de 2004 à Athènes ( Grèce)
  - 6e au saut à la perche

### Championnats du monde d'athlétisme
- Championnats du monde d'athlétisme de 1999 à Séville ( Espagne)
  -  Médaille d'argent au saut à la perche
- Championnats du monde d'athlétisme de 2001 à Edmonton ( Canada)
  - éliminée en qualifications au saut à la perche
- Championnats du monde d'athlétisme de 2005 à Helsinki ( Finlande)
  - éliminée en qualifications au saut à la perche

### Championnats du monde d'athlétisme en salle
- Championnats du monde d'athlétisme en salle de 2001 à Lisbonne ( Portugal)
  - 8e au saut à la perche (dernière de la finale, aucune barre franchie)

### Championnats d'Europe d'athlétisme
- Championnats d'Europe d'athlétisme de 1998 à Budapest ( Hongrie)
  -  Médaille d'or au saut à la perche

### Championnats d'Europe d'athlétisme en salle
- Championnats d'Europe d'athlétisme en salle de 1996 à Stockholm ( Suède)
  - 7e au saut à la perche
- Championnats d'Europe d'athlétisme en salle de 1998 à Valence ( Espagne)
  -  Médaille d'or au saut à la perche

## Sources
- (en) Cet article est partiellement ou en totalité issu de l’article de Wikipédia en anglais intitulé « Anzhela Balakhonova » (voir la liste des auteurs).